# Кашель (Боксберг)

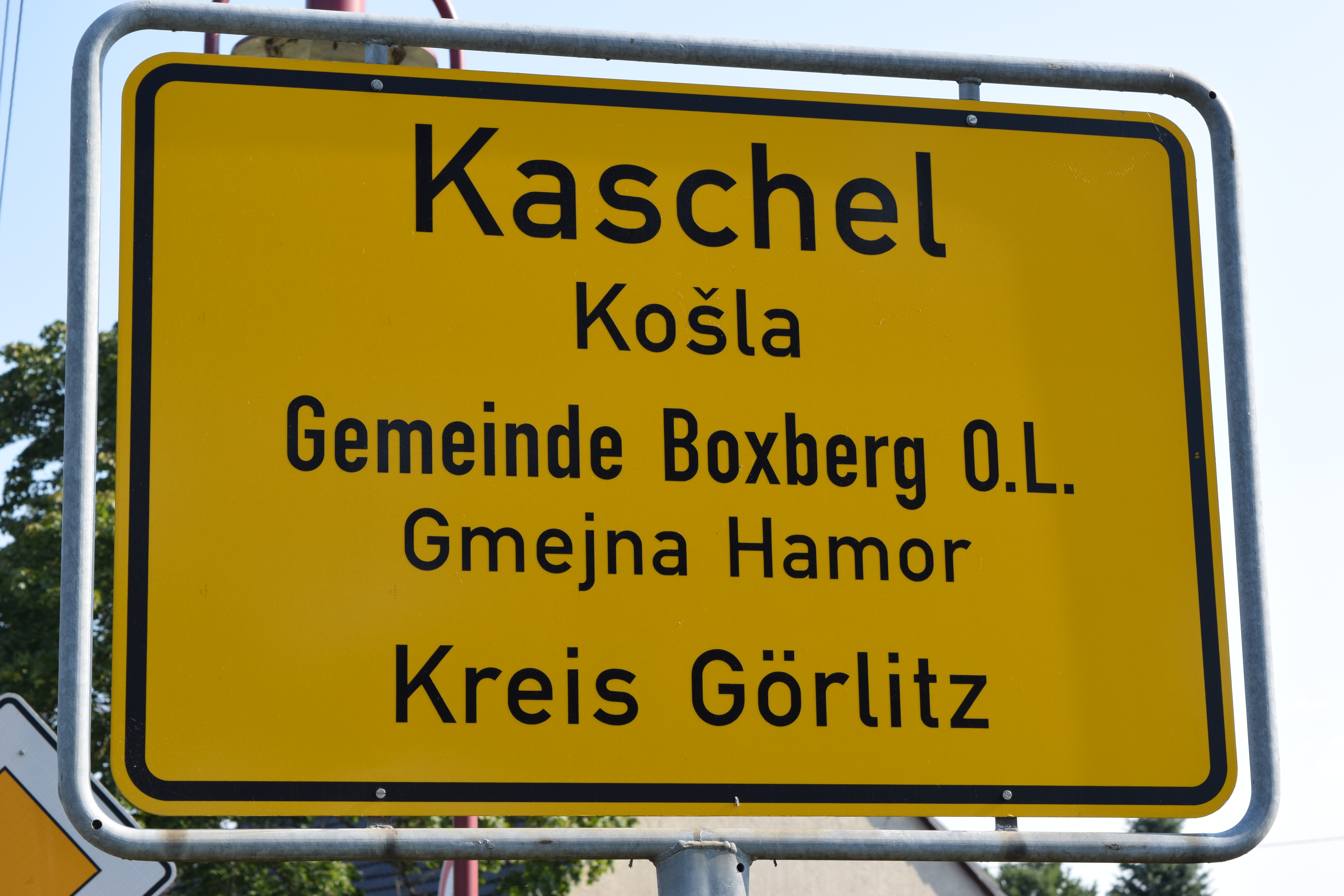
Двуязычный дорожный указатель

Ка́шель или Ко́шла (нем. Kaschel; в.-луж. Košlaо файле) — деревня в Верхней Лужице, Германия. Входит в состав коммуны Боксберг района Гёрлиц в земле Саксония. Подчиняется административному округу Дрезден.

## География
Находится в южной части района Лужицких озёр на границе с биосферным заповедником «Пустоши и озёра Верхней Лужицы». Через деревню проходит автомобильная дорога S 121.
Соседние населённые пункты: на северо-востоке — деревни Ямно, Клетно, Волешница, на юго-востоке — деревня Цымпл и на юго-западе — деревни Вотпочинк и Лескей коммуны Мальшвиц.

## История
Впервые упоминается в 1419 году под наименованием Koschele bie deme Cletin.
С 1938 по 2009 года входила в коммуну Клиттен. С 2009 года входит в состав современной коммуны Боксберг.
В настоящее время деревня входит в состав культурно-территориальной автономии «Лужицкая поселенческая область», на территории которой действуют законодательные акты земель Саксонии и Бранденбурга, содействующие сохранению лужицких языков и культуры лужичан.
Исторические немецкие наименования
- Koschele bie deme Cletin, 1419
- Kascher, 1621
- Caschel, 1719
- Caschel, Kaschel, 1791
- Kaschel, 1800

## Население
Официальным языком в населённом пункте, помимо немецкого, является также верхнелужицкий язык.
Согласно статистическому сочинению «Dodawki k statisticy a etnografiji łužickich Serbow» Арношта Муки в 1884 году в деревне проживало 177 человек (из них — 171 серболужичанин (97 %)).
| 1825 | 1871 | 1885 | 1905 | 1925 | 2011 |
| ---- | ---- | ---- | ---- | ---- | ---- |
| 184  | 208  | 192  | 173  | 188  | 124  |